# Jacques-Julien Houtou de La Billardière
Jacques-Julien Houtou de La Billardière (Alençon, 28 de outubro de 1755 — 8 de janeiro de 1834) foi um médico e botânico francês.

## Biografia
Estudou medicina em Montpellier e Reims e obteve seu doutodado em Paris, em 1755. Orientou-se para a história natural e estudou na Grã-Bretanha com Sir Joseph Banks (1743-1820) e Sir James Edward Smith (1759-1828). Após uma viagem aos Alpes e a Dauphiné, passou a ser o responsável por uma missão ao Chipre, Síria e Líbano.
Em 1791, tomou parte, sob as ordens do naturalista Antoine Bruny d'Entrecasteaux, da missão de encontrar, na Oceania, os navios perdidos, "La Boussole" e o "L’Astrolabe", de Jean-François de Galaup, conde de La Pérouse. Apesar do malogro desta missão, as embarcações da expedição de socorro efetuam um reconhecimento do sudoeste da Austrália, da Tasmânia, da Nova Zelândia e das Antilhas. Billardière, Claude Antoine Gaspard Rico (1762-1798) e Etienne Pedra Ventenat (1757-1808) aproveitam para efetuar coletas de amostras zoológicas, botânicas e geológicas, e descrever os costumes e as línguas dos aborígenes da Austrália.Em 18 de agosto de 1792, foi nomeado correspondente da Academia Real das Ciências da França.
Quando a expedição estava explorando a Oceania, as Guerras Revolucionárias Francesas se estenderam para fora da Europa. Quando os navios da expedição alcançaram Java, as coleções científicas de Labillardière foram apreendidas pelos Ingleses como espólio de guerra.
Labillardière ficou desesperado pela perda de um trabalho árduo de três anos, porém teve como aliado Sir Joseph Banks (1743-1820), que intercedeu a seu favor , obtendo das autoridades britânicas a devolução de suas coleções.
Bilardière retornou à Paris em 1796. É enviado para Itália durante a Campanha da Itália (1796-1797) como membro da "Comissão das Ciências e das Artes" com a finalidade de enriquecer as coleções dos museus nacionais, retornando à Paris em 1796. Da sua viagem a Oceania publica Relation du voyage à la recherche de La Pérouse (1799) que tornou-se um best-seller internacional. Tornou-se membro da Academia das Ciênciasd França em 26 de novembro de 1800. De 1804 à 1806, publica  Novae Hollandiae plantarum espécime , uma descrição extensiva da flora australiana.
Interessou-se especialmente pelas qualidades do indigo, publicando um estudo relativo a cor deste corante: Colorimètre : description d’un colorimètre et du moyen de connaître la qualité relative des indigos (1827). Foi amigo e correspondente de Louis-Augustin Bosc d’Antic (1759-1828), André Michaux (1746-1803), Jean-Marie Léon Dufour (1780-1865) e de Jean-Baptiste Bory de Saint-Vincent (1778-1846).
O seu trabalho foi homenageado em nomes científicos, incluindo o gênero  Billardiera  e uma espécie de grama-comum-de Tussock (Poa labillardieri).